# 仙台市立岩切小学校
仙台市立岩切小学校（せんだいしりつ いわきりしょうがっこう）は、宮城県仙台市宮城野区岩切にある公立小学校である。

## 所在地
- 仙台市宮城野区岩切今市東1-2

## 沿革
- 1873年（明治6年）7月16日 - 第8大学区第1中学区第24番小学校として開校
- 1874年（明治7年）2月 - 第7大学区第1中学区第24番岩切小学校に改称
- 1886年（明治19年）6月 - 岩切尋常小学校に改称
- 1900年（明治33年）4月 - 岩切尋常高等小学校に改称
- 1941年（昭和16年） - 仙台市立岩切国民学校に改称
- 1947年（昭和22年）4月1日 - 仙台市立岩切小学校に改称

## 学区
- 岩切、燕沢字北田、鶴ケ谷字（仙台バイパスより北側の地区）[1]

学区内に新興住宅地があり、児童数が急増した。

## 卒業後
- 公立であれば、岩切中学校へ進学する。

## 主な出身者
- 石垣のりこ（参議院議員・アナウンサー）
- 佐藤渚（ラジオパーソナリティ・アナウンサー）
- 本郷理華（フィギュアスケート選手）※3年生時まで在校
- 白岩蘭奈 （バレーボール選手：フォレストリーヴズ熊本）